# Jessica Long
(Jessica Long, dalla sua autobiografia)
Jessica Tatiana Long, nata Tat'jana Olegovna Kirillova (in russo Татьяна Олеговна Кириллова?; Irkutsk, 29 febbraio 1992), è una nuotatrice statunitense di origine russa, vincitrice di 18 medaglie d'oro, e di 31 complessive, ai Giochi paralimpici.

## Biografia
Nata in Siberia e priva fin dalla nascita di rotule, tibie e in generale tutta l'ossatura delle gambe, a 13 mesi fu data in adozione negli Stati Uniti a una famiglia di Baltimora (Maryland) e a 18 mesi subì l'amputazione di entrambe le gambe all'altezza del ginocchio; già in piscina fin dalla più tenera età, iniziò l'attività agonistica a sei anni.
A 12 anni, ai Giochi paralimpici del 2004 tenutisi ad Atene, Long fu al contempo la più giovane partecipante e la più giovane atleta medagliata della squadra paralimpica statunitense: in tale edizione, infatti, si aggiudicò tre medaglie d'oro, tutte nello stile libero (due individuali nei 100 e 400 metri e una in squadra nella staffetta 4x100); ai Giochi di Pechino del 2008 si aggiudicò altre sei medaglie, quattro delle quali d'oro (100 metri farfalla, 100 metri stile libero, 400 metri stile libero e 200 misti), una d'argento (100 metri dorso) e una di bronzo (100 metri rana).
Oltre alle vittorie olimpiche vanta nove titoli mondiali conquistati nel 2006 a Durban, in Sudafrica, nel corso dei III Campionati mondiali Paralimpici di nuoto: 100 metri stile libero, farfalla, dorso e rana; 200 misti, 400 stile libero, staffetta 4x100 stile libero, 50 stile libero, staffetta 4x100 misti, stabilendo il record mondiale nei 100 stile libero e rana, 200 misti e 400 stile libero.. Dal 2006 la Long ha battuto complessivamente 18 record mondiali nelle varie specialità per le quali è scesa in vasca.

## Palmarès
Categorie S8, SM8, SB7
- Giochi Paralimpici

Atene 2004: oro nei 100m sl, nei 400m sl e nella 4x100m sl (34 pti.).
Pechino 2008: oro nei 100m sl, nei 400m sl, nei 100m farfalla e nei 200m misti, argento nei 100m dorso, bronzo nei 100m rana.
Londra 2012: oro nei 100m sl, nei 400m sl, nei 100m rana, nei 100m farfalla e nei 200m misti, argento nei 100m dorso e nella 4x100m sl (34 pti.), bronzo nella 4x100m misti (34 pti.).
Rio de Janeiro 2016: oro nei 200m misti, argento nei 400m sl, nei 100m rana e nella 4x100m sl (34 pti.), bronzo nei 100m dorso e nei 100m farfalla.
Tokyo 2020: oro nei 100m farfalla, nei 200m misti e nella 4x100m misti (34 pti.), argento nei 400m sl e nei 100m rana, bronzo nei 100m dorso.
Parigi 2024: oro nei 400m sl e nei 100m farfalla.
- Campionati mondiali IPC

Durban 2006: oro nei 50m sl, nei 100m sl, nei 400m sl, nei 100m dorso, nei 100m rana, nei 100m farfalla, nei 200m misti, nella 4x100m sl (34 pti.) e nella 4x100m misti (34 pti.).
Eindhoven 2010: oro nei 100m sl, nei 400m sl, nei 100m dorso, nei 100m farfalla, nei 200m misti, nella 4x100m sl (34 pti.) e nella 4x100m misti (34 pti.), argento nei 50m sl e nei 100m rana.
Montreal 2013: oro nei 50m sl, nei 100m farfalla e nei 200m misti, argento nei 100m sl, bronzo nella 4x100m sl (34 pti.).
Glasgow 2015: oro nei 400m sl, nei 100m rana, nei 100m farfalla e nei 200m misti, argento nei 100m sl, nei 100m dorso e nella 4x100m sl (34 pti.).
Città del Messico 2017: oro nei 100m sl, nei 400m sl, nei 100m dorso, nei 100m rana, nei 100m farfalla, nei 200m misti, nella 4x100m sl (34 pti.) e nella 4x100m misti (34 pti.).
Londra 2019: argento nei 100m sl, nei 100m farfalla nei 200m misti, nella 4x100m sl (34 pti.) e nella 4x100m misti (34 pti.), bronzo nei 400m sl.
Manchester 2023: oro nei 100m farfalla e nei 200m misti.
- Campionati mondiali in vasca corta IPC

Rio de Janeiro 2009: oro nei 100m sl, nei 400m sl, nei 100m rana e nei 100m farfalla, argento nei 50m sl, nei 100m dorso, nei 200m misti e nella 4x100m sl (34 pti.).

## Riconoscimenti
- Nuotatrice paralimpica dell'anno: 2006, 2011, 2021